# Friis-Übertragungsgleichung
Die Friis-Übertragungsgleichung (nach Harald Friis, der sie 1946 bei den Bell Laboratories erstmals formulierte) drückt in der Nachrichtentechnik die empfangene Leistung einer Antenne aus als Funktion einer zweiten, in bestimmten Abstand aufgestellten Sendeantenne. Die Gleichung gilt im leeren Raum (Vakuum) und beachtet neben der Freiraumdämpfung auch den Antennengewinn der eingesetzten Sende- und Empfangsantenne.
Die Friis-Übertragungsgleichung ist nicht zu verwechseln mit der ebenfalls von Harald Friis entwickelten Friis-Formel zur Berechnung der Rauschzahl.

## Mathematische Formulierung
In der einfachsten Form sind im sonst leeren Raum zwei Antennen in einem Abstand {\displaystyle R} installiert. Die Sendeantenne strahlt eine Leistung {\displaystyle P_{\text{t}}} mit der Wellenlänge {\displaystyle \lambda } ab und hat einen Antennengewinn von {\displaystyle G_{\text{t}}}. Die Empfangsantenne empfängt mit einem Antennengewinn {\displaystyle G_{\text{r}}} die Leistung {\displaystyle P_{\text{r}}}. Die Friis-Übertragungsgleichung lässt sich dann ausdrücken als:
{\displaystyle {\begin{aligned}{\frac {P_{\text{r}}}{P_{\text{t}}}}&=G_{\text{t}}\cdot G_{\text{r}}\cdot \left({\frac {\lambda }{4\pi R}}\right)^{2}\\&={\frac {G_{\text{t}}\cdot G_{\text{r}}}{D_{\text{f}}}}\end{aligned}}}
Der Kehrwert des Klammerausdrucks wird auch als Freiraumdämpfung {\displaystyle D_{\text{f}}} bezeichnet:
{\displaystyle D_{\text{f}}=\left({\frac {4\pi R}{\lambda }}\right)^{2}}
In praktischen Anwendungen werden die eingesetzten Größen wie der Antennengewinn logarithmiert und in Dezibel (dB) ausgedrückt. Die Leistungen werden dimensionslos in dBm eingesetzt. Die Gleichung nimmt dann die Form einer Summe an und stellt einen Teil einer Leistungsübertragungsbilanz dar:
{\displaystyle {\begin{aligned}P_{\text{r dB}}&=P_{\text{t dB}}+G_{\text{t dB}}+G_{\text{r dB}}+20\cdot \log _{10}\left({\frac {\lambda }{4\pi R}}\right)\\&=P_{\text{t dB}}+G_{\text{t dB}}+G_{\text{r dB}}-D_{\text{f dB}}\\&=P_{\text{t dB}}+G_{\text{t dB}}+G_{\text{r dB}}-{\text{FSPL}}\end{aligned}}}
mit dem Freiraumdämpfungsmaß:
{\displaystyle {\begin{aligned}{\text{FSPL}}&=D_{\text{f dB}}\\&=10\cdot \log _{10}(D_{\text{f}})\\&=20\cdot \log _{10}\left({\frac {4\pi R}{\lambda }}\right)\end{aligned}}}

## Randbedingungen und Anwendung
Die Friis-Übertragungsgleichung gilt nur unter idealen Bedingungen im Bereich des Fernfeldes mit {\displaystyle R>2\cdot \lambda }. Zusätzlich darf keine Mehrwegeausbreitung vorliegen, und der Raum muss frei von Hindernissen sein, welche die Welle dämpfen. Praktisch immer vorhandene Verluste in den Antennenzuleitungen und Steckern werden als nicht existent betrachtet.
Da diese idealen Modellbedingungen nicht exakt, sondern nur in Näherung erreichbar sind, wird die Friis-Übertragungsgleichung in praktischen Anwendungen bei der Dimensionierung von Funkstrecken nur als Näherung und zur Überschlagsrechnung verwendet.